# Учкуєвка (місцевість)
Учку́євка, Учку́ївка, Уч-Кую́ (крим. Üç Quyu — «три берега») — історичне селище на Західному березі Криму, зараз місцевість на північній стороні Севастополя.
В районі знаходиться однойменний парк та пляж.

## Історія
На думку істориків, Уч-Кую в Середні віки входив в вотчину розташованого на південних обривах, у гирла Бельбекської долини, феодального укріплення, відомого під умовною назвою Бельбек — найзахіднішого володіння Мангупського князівства. Після розгрому князівства османами в 1475 році Бельбек перейшов під владу Османської імперії і адміністративно був включений до складу Мангупського кадилика Кефінського санджака, а, згодом, еялету. Кримському ханству село офіційно належало всього 9 років: від здобуття ханством незалежності в 1774 році до анексії Криму Російською імперією в 1783 році. У цей період, за «Камеральним опис Криму» 1784 року, в Мангупському кадилику Бахчисарайського каймаканства значилося селище Учкюю. На розвилці дороги в Учкуєвці в 1786 році, за наказом графа Григорія Потьомкіна, був встановлений верстовий знак «Катерининська миля», який зберігся до сих пір. «Катерининська миля» по дорозі на Учкуєвку — найстаріше будова Севастополя. Таких знаків в Криму залишилось усього п'ять.
Після анексії Криму Російською імперією у 1783 році, 19 лютого 1784 року іменним указом Катерини II сенату, на території колишнього Кримського Ханства була утворена Таврійська область і село було приписано до Сімферопольського повіту. Після Павловських реформ, з 1796 по 1802 рік, входило до Акмечетського повіту Новоросійської губернії. За новим адміністративним поділом, після створення 20 жовтня 1802 року Таврійської губернії, Уч-Кую було включено до складу Чоргунської волості Сімферопольського повіту.
За «Відомостями про всі селища в Сімферопольському повіті складених з показань в якій волості скільки числом дворів і душ» від 9 жовтня 1805 року, в селі Уч-Кую значилося 24 двори і 110 жителів, виключно кримських татар, а земля належала адміралу Ушакову. На військово-топографічній карті генерал-майора Мухіна 1817 року в селі 20 дворів. Після реформи волосного поділу 1829 року Уч-Кую, згідно «Відомості про казенні волостяі Таврійської губернії 1829 року», включили до складу Дуванкойської волості (перетвореної з Чоргунської). На карті 1842 року в селі Учкуй 23 двори.
У 1860-х роках, після Земської реформи Олександра II, село залишилося в складі перетвореної Дуванкойської волості. Згідно «Списку населених місць Таврійської губернії за відомостями 1864 року», складеному за результатами VIII ревізії 1864 року, Учкую (або Учкуєвка) — дача з 1 двором і 11 жителями на березі Чорного моря. На трьохверстовій карті Шуберта 1865—1876 року на місці села позначений хутір Шишкова, а на верстовій карті 1890 року в Учкуєвці позначений 1 двір з російським населенням. У «Пам'ятній книзі Таврійської губернії 1889 року» не значиться.
Після Земської реформи 1890-х років село залишилося в складі перетвореної Дуванкойської волості. Згідно «Пам'ятній книжці Таврійської губернії на 1892 рік», в селі Уч-Кую, яке входило в Дуванкойське сільське суспільство, значилося 118 жителів в 18 домогосподарствах, всі безземельні. За «Пам'ятною книжкою Таврійської губернії за 1900 рік» село Учкуй вважалося в волості для рахунку і записане розореним. У «Статистичному довіднику Таврійської губернії 1915 року» в Дуванкойській волості Сімферопольського повіту село Уч-Кую не числиться, але перераховані приписані до нього: хутір А. А. Готкова, маєток Б. Ф. Шталь, 2 земельних ділянки Військового відомства, економія графа Мордвинова і 12 приватних садів, всі без населення.
Після встановлення в Криму Радянської влади, за постановою Кримревкома від 8 січня 1921 була скасована волосна система і село увійшло до складу Севастопольського повіту. Є відомості, що в грудні 1921 року, в складі Севастопольського округу, був утворений Любимовський район (за іншими джерелами — район був утворений постановою Кримського ЦВК і РНК 4 квітня 1922 года, так і повіти отримали назву округів в 1922 році), куди, безсумнівно, входило село Учкуєвка. 11 жовтня 1923 року, згідно з постановою ВЦВК, в адміністративний поділ Кримської АРСР були внесені зміни, в результаті яких було ліквідовано Любимовський і створений Севастопольський район, і село включили до його складу. Згідно зі списком населених пунктів Кримської АРСР по Всесоюзного перепису 17 грудня 1926 року, в селі Учкуєвка, Бартеньєвської сільради Севастопольського району, значилося 14 дворів, з них 7 селянських, населення становило 39 осіб (20 чоловіків та 19 жінок). У національному відношенні враховано 37 росіян, 1 естонець, 1 записаний в графі «інші». 15 вересня 1930 року, постановою Кримського ЦВК, було проведено нове районування і створений Балаклавський район, куди увійшла і Учкуєвка. У світлі постанови ВЦВК від 30 жовтня 1930 року «Про реорганізацію мережі районів Кримської АРСР», в зв'язку з ліквідацією округів (СУ, 1930, N 41, ст. 493), селище Севастопольського району Учкуєвку включили до складу міста.

### Динаміка кількості населення
| Роки      | 1805 | 1864 | 1892 | 1926 |
| --------- | ---- | ---- | ---- | ---- |
| Населення | 110  | ▼11  | ▲117 | ▼39  |

## Мешканці
В селищі народився Крюков Микола Васильович (1902—1974) — український радянський графік.